# Artur Kuptel
Artur Kuptel (ur. 3 stycznia 1975 w Hajnówce) – polski wojskowy, generał brygady, od 1 stycznia 2022 Szef Agencji Uzbrojenia.

## Wykształcenie
Absolwent Wojskowej Akademii Technicznej w Warszawie (1998) oraz Akademii Obrony Narodowej w Warszawie, gdzie ukończył Podyplomowe Studia Operacyjno-Taktyczne (2007). Uzyskał także stopień naukowy doktora w dziedzinie nauk o obronności (2011).

## Przebieg służby wojskowej
W 1998 r. rozpoczął służbę w 8 batalionie radiotechnicznym, w kolejnych latach służył w Centrum Operacji Powietrznych, a następnie w Akademii Obrony Narodowej. W latach 2014–2017 służył poza granicami państwa w międzynarodowych strukturach wojskowych w Sojuszniczym Dowództwie Transformacyjnym w Norfolk (HQ SACT) w Stanach Zjednoczonych.
Następnie pełnił służbę w Inspektoracie Implementacji Innowacyjnych Technologii Obronnych (I3TO) począwszy od stanowiska szefa Oddziału Identyfikacji i Analiz, poprzez szefa Oddziału Technologii Wsparcia Wojsk, a następnie Zastępcy Szefa I3TO.
Z dniem 19 lipca 2021 r., decyzją Ministra Obrony Narodowej, został wyznaczony na stanowisko Zastępcy Szefa Inspektoratu Uzbrojenia, a jednocześnie Szef MON powierzył mu pełnienie obowiązków na stanowisku Szefa Inspektoratu Uzbrojenia.
Z dniem 1 stycznia 2022 r. został wyznaczony na stanowisko Szefa Agencji Uzbrojenia. Zgodnie z decyzją Ministra Obrony Narodowej z dnia 22 września 2021 r. pełni jednocześnie funkcję Pełnomocnika Ministra Obrony Narodowej do spraw pozyskania, wdrażania i integracji bezzałogowych systemów powietrznych, lądowych i morskich.

## Ordery i odznaczenia
- Medal Srebrny za Długoletnią Służbę
- Srebrny Medal „Siły Zbrojne w Służbie Ojczyzny”
- Srebrny Medal „Za Zasługi dla Obronności Kraju”